# Vähä Langholmi
Vähä Langholmi är en ö i Finland. Den ligger i Skärgårdshavet och i kommunen Gustavs i den ekonomiska regionen  Nystadsregionen i landskapet Egentliga Finland, i den sydvästra delen av landet. Ön ligger omkring 43 kilometer väster om Åbo och omkring 190 kilometer väster om Helsingfors.
Öns area är 1,5 hektar och dess största längd är 220 meter i nord-sydlig riktning. I omgivningarna runt Vähä Langholmi växer i huvudsak barrskog.